# Hörsching
Hörsching est une commune autrichienne du district de Linz-Land en Haute-Autriche.

## Histoire
Le compositeur autrichien Anton Bruckner, originaire de la région, y fut un moment instituteur dans sa jeunesse. À l'âge de onze ans environ, il composa sa première œuvre, Pange lingua à 4 voix, dont le texte est celui de saint Thomas d'Aquin. 